# Desert Shield hadművelet
A „Sivatagi pajzs” hadművelet (angolul Operation Desert Shield) egy koalíciós katonai védekező művelet volt, melynek célja a Kuvaitot megszálló iraki haderő feltételezett előretörési terveinek meghiúsítása Szaúd-Arábia–Bahrein–Katar–Egyesült Arab Emírségek irányába, valamint a későbbi felszabadító hadműveletek („Sivatagi vihar”, Granby, Daguet) működési feltételeinek előkészítése volt. Több egyéb művelettel párhuzamosan hajtották végre, mint például a francia Daguet hadművelet, mely során Franciaország 56 harci repülőt és tankerjeiket, teherszállítókat és a hadsereg könnyű repülőerőinek (Aviation Légère de l’Armée de Terre, ALAT) helikoptereit telepítették át a térségbe. A kanadai Friction hadművelettel 26 db CF–18-ast, CC–144 Challenger korai előrejelző gépet, H–3 Sea King helikoptereket telepítettek ki, az olasz haderő a Locust („Sáska”) hadműveletében pedig 10 db Tornado IDS-t és teherszállítókat vezényelt a térségbe.

## Előzmények
Az 1980-as években a Közel-Kelet egy volt a Föld destabilizált területei között. A politikai érdekharcok rendszerint vallási indíttatásúak voltak, hiszen az 1978-ban bekövetkező iráni iszlám forradalom, amit az ajatollahok képviseltek, fenekestül felforgatták az iszlám világ berendezkedését. Az Amerika-barát politikát folytató Reza sah megbuktatása után Ruhollah Khomeini került hatalomra a perzsa országban, aki következetesen szembefordult mind az USA-val, mind a Szovjetunióval: nyíltan üldözték az iráni kommunistákat, a Korán követése szigorú előírássá vált, módszeresen elítéltek és meggyilkoltak minden iránit, aki nem követte tanait. Nemzetközi politikai tényezővé vált az iszlám fundamentalizmus. Az USA Perzsa-öbölbeli politikájára válaszul 1979. november 4-én egyetemisták egy csoportja elfoglalta a teheráni nagykövetséget és túszul ejtettek 53 amerikai állampolgárt, illetve a külügyminisztériumban még 3 főt. A túszok kiszabadítására indított „Saskarom” hadművelet 1980. április 24-én csúfos kudarccal zárult, a Carter-adminisztráció csak az elnök következő év eleji mandátumának lejártával érte el célját. Az Iráni Iszlám Köztársaság komoly politikai szereplővé vált.
A kaotikus közel-keleti és öbölmenti politikai állapotok közepette a Szaddám Huszein vezette Irak egy világias, demokratizálódó, felvilágosult arab államnak mutatkozott: az 1973-as olajválságból nyert kőolajbevételeiből finanszírozott hadikiadásokon (francia és szovjet haditechnikai eszközök vétele) túlmenően jelentősen fejlesztették az ország villamosítását, közutak és közművek kiépítését, a közoktatást, állami alapellátássá tették az egészségügyi ellátást, a női emancipációt teljessé tették: fátyolozatlanul élhettek (szemben a dinasztikus arab országokkal), munkát vállalhattak és tanulhattak, jelentős számúvá vált az iraki középosztály, az élelmiszereket alacsony áron forgalmazták stb. A „nyugati világ” Szaddám rezsimjében a Közel-Kelet stabil támaszát látta attól függetlenül, hogy Szaddám hatalomra kerülése után elűzött értelmiség meglehetősen negatívan festette le a nyugati sajtókban Irak 1970-es évekbeli közállapotait: a valóságot, mely totalitárius egypártrendszer, amelyet Husszein személyi kultusza övez. Ő és családja tartja ellenőrzése alatt a reguláris haderőt, a Népi Hadsereget, a rendőrséget és a biztonsági szolgálatokat; minden hírközlő média szigorúan cenzúrázva van, a politikai szerveződés szigorúan a Baasz Párt sajátja, minden más halállal büntethető, ahogyan az elnök bárminemű bírálata is; a kínzások a mindennapok részei, a belbiztonsági szervezetek korlátlan hatalommal vannak felruházva. Ezen tények azonban a köznép számára jórészt láthatatlanok maradtak.

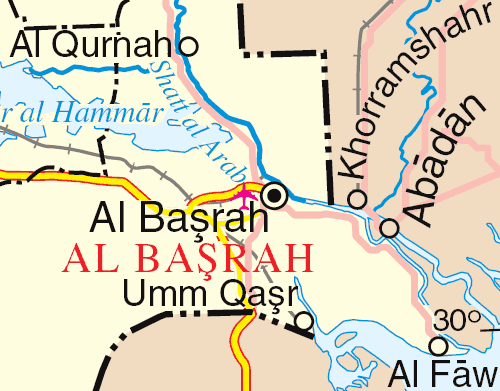
A Satt el-Arab vitatott térsége

Az alelnök, majd 1979-től elnök Szaddám Huszeint aggasztották keleti szomszédjánál végbement politikai változások. Egyrészről az észak-iraki, folytonosan nyugtalan kurd térség biztos politikai támogatói voltak (etnikai alapon összekapcsolhatóak a kurdok és az irániak), másrészt Khomeini támogatta a dél-iraki síitákat is, így mindkét iraki térségben fokozódó nyugtalanság volt tapasztalható. Máskülönben a Perzsa-öbölbe való kijutás örökös vitájául szolgáló Satt el-Arab („az arabok partja”) folyó területe is „végső rendezésre” várt Baszra térségében, amit 1975-ben Reza sahhal közösen már „rendezett” (Irak számára hátrányosan) azzal a feltétellel, hogy Irán többé nem támogatja a kurdokat (Algíri egyezmény). Az 1979-ben meghiúsult gazdasági és politikai unió Szíriával szintén negatívan érintette Irakot, ugyanis Szíria szankcionálta a Földközi-tengerből érkező kőolajvezetékeken áteresztett kőolaj mennyiségét.
Az 1980. január 23-án kihirdetett Carter-doktrína értelmében („minden, a Perzsa-öböl birtoklására tett külső kísérletet az USA saját létfontosságú érdekei ellen szóló támadásnak tekint, és ha kell, akár katonai erővel is elhárít”) az Amerika-barát (Iránnal szemben álló) Öböl-országok joggal várták el az USA katonai jelenlétét a térségben, amit az teljesített is. Komolyabb szerepben már Ronald Reagan elnöklete idején az Earnest Will hadművelet keretein belül.

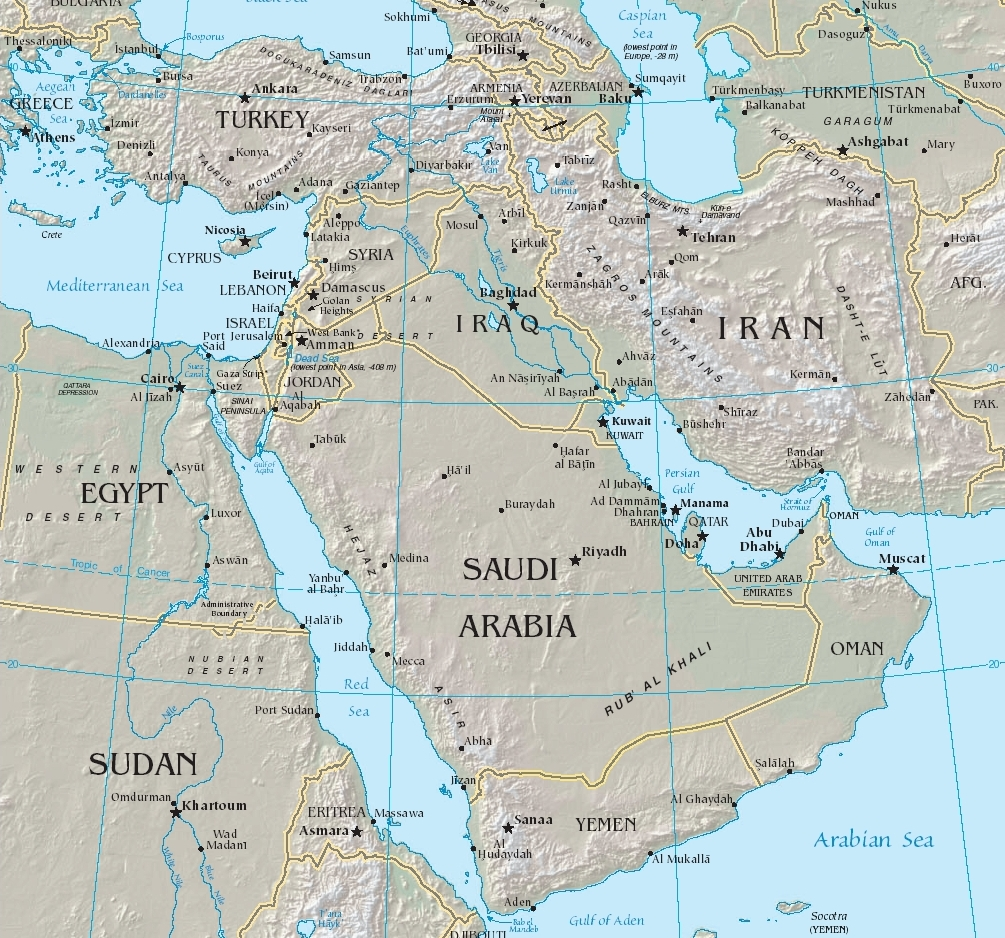
A Közel-Kelet térképe az 1980-90-es években

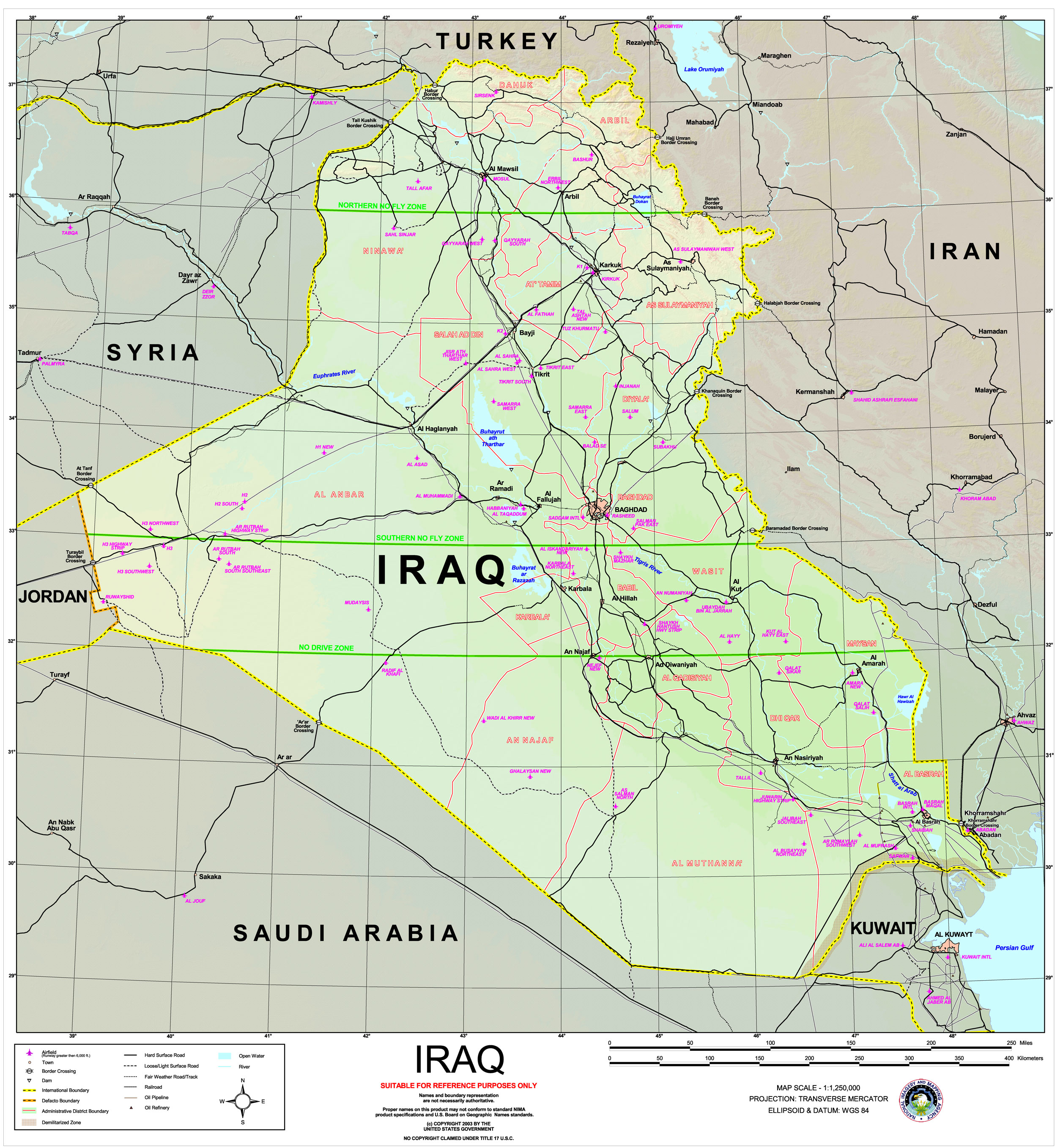
Irak térképe

1980-ban Szaddám egyre jobban azon a véleményen volt, hogy amíg az ajatollahok rezsimje fennáll Iránban, a béke nem remélhető a két ország között. Sőt, egyenesen veszélyesnek találta az „iszlám forradalmat” az Irakban véghezvitt „baasz-izmusára” nézve (ezt a Dél-iraki síiták is elismerték). Taktikusan úgy gondolta: a Khomeini hatalomra kerülése utáni tisztogatásokban drasztikusan meggyengült iráni haderő felett gyors és döntő csapás mérhető. Ezért 1980 őszén Irán ellen gyors légi hadjáratot kezdeményezett az izraeli „Fókusz” hadműveletet mintázva. Azonban az iráni légierő az 1967-es szír és egyiptomival ellentétben az országban széttelepítetten tevékenykedett, így a légi hadjárat eredménytelenül zárult. Az Iráni Iszlám Légierő még aznap – szeptember 22-én – válaszcsapást mért iraki célpontokra. A kitört irak–iráni háború 8 éve alatt Irak komoly károkat szenvedett mind gazdasági, mind diplomáciai téren, de főként kőolajkészleteit és -kitermeléseit figyelembe véve. Stabilizációs háborúnak beállított konfliktusa miatt országa nagy mennyiségű államadósságot halmozott fel, hiszen háborús kiadásait már 1982-től „védendő” szomszédjaitól kért és kapott hitelekből finanszírozta. 1980 és 1983 között valutatartaléka 35 milliárd USD-ról 3 milliárdra apadt, ami a „nyugat” figyelmét is felkeltette (drasztikusan csökkenő import), 1986-ban az öbölmenti kis országok már 25 milliárd USD hadisegélyt utaltak át Iraknak. Külföldi államadóssága 1987-ben már elérte az 50,5 milliárd dollárt, ami akkori éves GDP-jének háromszorosát tette ki, az öböl-országoknak pedig további 45-55 millió dollárral tartozott.
Összegezve: az 1970-es évek Irakja egy virágzó arab állam volt jelentős kőolaj- és valutatartalékkal, illetve komoly hitelképességekkel. A háború „győztes” befejezése (július 18.) után egy eladósodott, romokban heverő, gazdaságilag kifulladt, csődbe jutott országgá vált. Az 1920 óta nemzetközi tiltólistákon szereplő vegyi harcanyagok kétszeri bevetésével (1984-ben mustárgáz és tabun Délnyugat-Iránban; 1988-ban hidrogén-cianid Kurdisztánban) is felkeltette az ENSZ és egyéb biztonságpolitikai szervezetek (OPCW) figyelmét. Végül is államadóssága 1988-ban elérte a 80 milliárd dollárt, az ország újjáépítése pedig további 230 milliárd dollárt emésztett volna fel. Ezzel szemben mindössze évi 13 milliárd dolláros olajkitermelését tudta felmutatni és pár, ebből a szempontból jelentéktelen exporttermékét (például a datolya). A megszorító intézkedések miatt bekövetkező munkanélküliség – amit a háború után leszerelő iraki katonák tovább növeltek – csak növelte népszerűtlenségét. Egyetlen kiutat a hitelezőitől kérhető haladékok adták.
Mivel Irak fizetésképtelenné vált, öbölmenti hitelezői, az 1981-ben alapított Öböl Menti Együttműködési Tanács (GCC) tagjai növelni kezdték kőolaj-kitermelésüket, hogy ellensúlyozzák államháztartási hiányukat (a kitermelésüket növelő GCC-tagok azonban ezzel túllépték az OPEC-kvótát). Ez viszont az akkoriban kezdődő kőolajár-csökkenést növelte a túlkínálat miatt, ami szintén nem kedvezett Iraknak, tovább csökkentették minimális bevételét. 1988 végére 40 milliárdos államadósságának elengedését, továbbá 30 milliárdos, vissza nem fizetendő újjáépítési segélyt kezdett követelni Husszein az őt korábban segélyező és általa „védett” GCC-től. A kuvaiti emír ezt nem volt hajlandó teljesíteni és továbbra is követelte Irak tartozásának visszafizetését. Ebben az időben kezdődött Irak területi igényeinek támasztása Kuvaittal szemben, ennek azonban csekély támogatottsága volt a nemzetközi politikában, annál inkább népszerű lett az irakiak körében. Irak akkoriban a térség legerősebb és a háború miatt legjobban felszerelt és kiképzett haderejével rendelkezett. Világviszonylatban a 6. helyen állt haderejét illetően.
Husszein eltökélte, hogy a végsőkig kitartja követeléseit. 1990 júliusában Tarik Aziz iraki külügyminiszter erélyesen hangoztatta az Arab Liga egyik gyűlésén, hogy Kuvait és az Emírségek túltermelésükkel jelentős bevételtől fosztják meg Irakot: „a hordónkénti olajár egydolláros csökkentése egymilliárd dolláros kiesést okoz Irak évi bevételében”. Érvelése szerint az „egész arab haza védelméért” vívott háborúban 102 milliárd dollárt költött fegyverekre és 106 milliárd dolláros bevételkiesése származott akkori kőolaj-kitermeléséből. Husszein fenyegetését július 17-i televíziós beszédében még egyértelműbbé tette (az olajár befagyasztását is követelte), majd erre utalt július 25-én a bagdadi amerikai nagykövetnek, April Glaspie-nek is. Ekkor már egy 30 000 fős csapatösszevonást hajtottak végre az Irak–Kuvait határszakasz közelében. A szaúdi király, Fahd bin Abd al-Azíz Ál Szaúd megpróbált diplomáciai közvetítéssel élni a két fél között, közvetíteni a kuvaiti emír beleegyezését Husszein követeléseire, de elkésett: Szaddám elutasította az arab király szavait.

### Kuvait iraki lerohanása

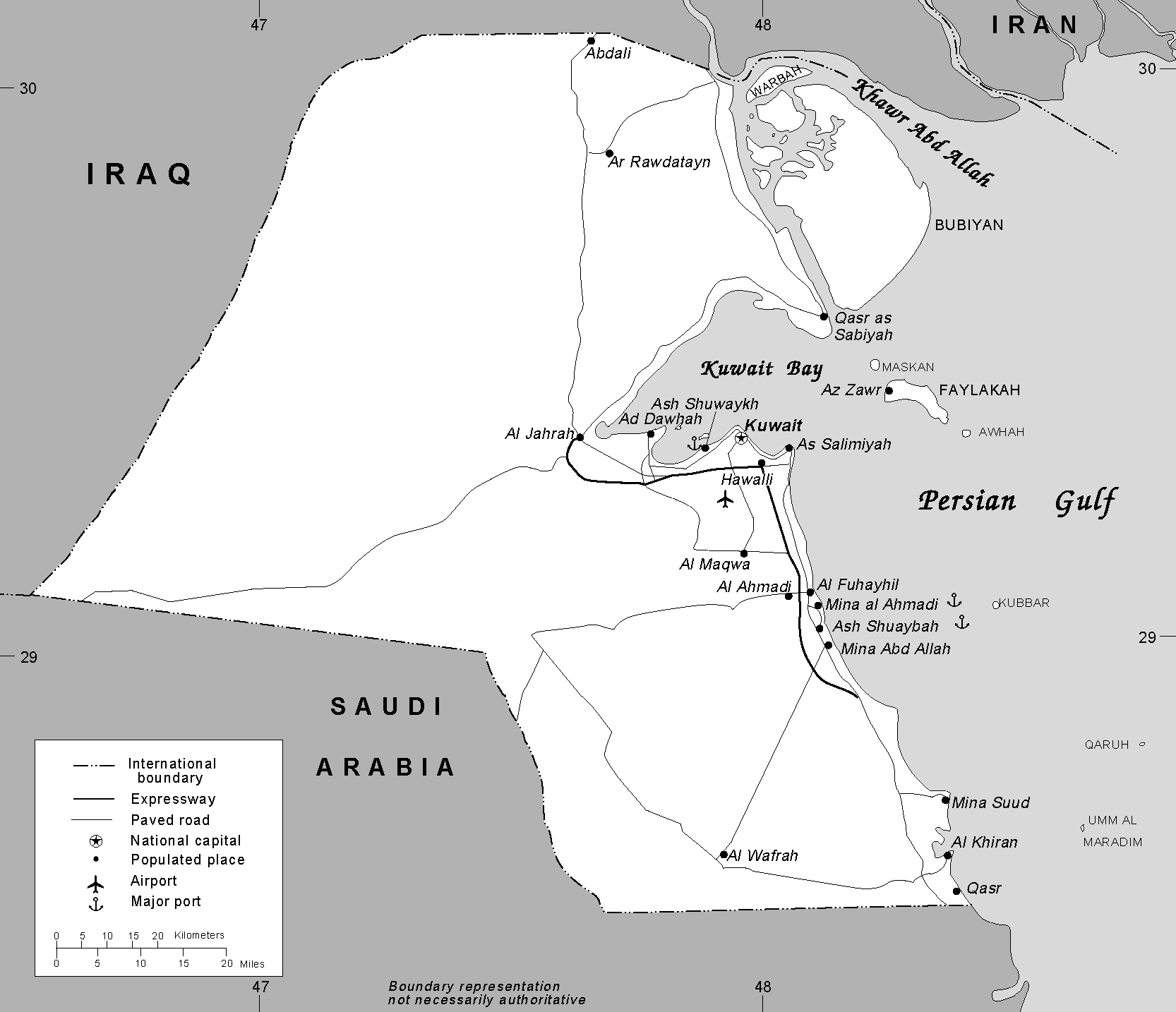
Kuvait térképe

1990. augusztus 2-án, helyi idő szerint hajnali 02:00-kor Irak megkezdte Kuvait megszállását. Az erre felkészített erő első hullámát 3 Köztársasági Gárda-hadosztály képezte, amely a közös határt három helyen törte át és a velük szemben kiállított 16 000-es kuvaiti haderőt elsöpörte. Az áttörésben kb. 350 db T–54/55/–72 típusú harckocsi vett részt. Az előretörő iraki önjáró tüzérség menetből megtámadta az Ali al-Szalin (angolul Ali Al Salin) repülőteret és a földön megsemmisített 20 db Mirage F1CK-t és 4 db F1BK kétüléses vadászgépet. A támadást átvészelő gépek (7 db CK, 2 db BK) azonnal felszálltak és szaúd-arábiai, illetve bahreini repülőterekre települtek át. Iraki kommandóerők helikopterek segítségével biztosították Ahmed al-Dzsabírt (angolul Ahmad Al Jabir), de az ott használaton kívüli L–100–30 típusú Herculest a kuvaitiak felgyújtották. Az előretörő páncélos ékeknek iraki Mirage F1EQ-k adtak közvetlen légi támogatást, illetve támadták Kuvaitvárost, köztük a Dasman palotát, az emír székhelyét is, a bevételéig. Az emír és apparátusának egy része a Kuvaiti nemzetközi repülőtérről hagyta el az országot, még mielőtt azt lerohanták volna az irakiak. A kora reggeli órákban mindkét futópályáját használhatatlanná tették az iraki vadászbombázók. Mutla közelében egy kuvaiti F1 lelőtt egy iraki helikoptert, azonban nem sokkal később ő is áldozatul esett az iraki csöves légvédelemnek (az egyetlen kuvaiti légi győzelem). A 29 darab kuvaiti A–4KU-ból az üzemképeseket (24 db-ot; 1970-től 36 db-ot üzemeltettek) a Dzsabír-i légibázis melletti műútról szállították fel Szaúd-Arábia felé, miközben iraki helikopteres deszantcsapatok szállták meg a központot és a bázis északi részét is. A szétbombázott futópályákat és a nem szállítható eszközöket a műszakiak megsemmisítették. A kuvaiti légvédelmi csapatok (légierő és légvédelem) összesen 12 db iraki merevszárnyút és 15 db helikoptert lőtt le az összecsapások során. Két nappal később, augusztus 4-én 100 000 fős iraki főerő kelt át a határon és annak mindkét oldalán szétbontakozva erődállásokat kezdtek kiépíteni. A Gárda pedig a kuvaiti–szaúdi közös határvonalra építette ki előretolt állásait, a határszakaszt több helyen megsértve, így provokálva ki az esetleges szaúdi ellenakciót. A műveletekben körülbelül 2000 darab iraki harckocsit vetettek be. A rijádi kormány segélykérő felhívást tett közzé a világ felé, amire az USA kormánya válaszolt elsőként. Még Kuvait lerohanásának napján az amerikai védelmi miniszter, James Baker – a 89. katonai légiszállító ezred (89th Military Airlift Wing) egyik VC–137B Stratolinere fedélzetén – látogatást tett az európai szövetségeseknél, egyeztetni az USA/ENSZ álláspontot.
A félelem, hogy Irak megtámadja az USA-barát Szaúd-Arábiát is, George H. W. Bush amerikai elnök elrendelt egy védekező hadművelet megtervezését, amely elrettenti Husszeint a további támadástól, illetve azonnali légihíd kiépítését indítványozta Szaúd-Arábia, Egyiptom, Omán és Törökország, majd Bahrein és az Emírségek felé. A „Sivatagi pajzs” névre keresztelt hadművelet keretében 1990. augusztus 7-étől (időzóna-problémák miatt augusztus 8. is előfordul) a II. világháborút követő legnagyobb csapatösszevonását kezdte meg az USA, közben gyorsreagálású erőinek egy részét még aznap útnak indította az Öböl-térségbe. Ezt a „teljes védekezés”-doktrínát felülírta a másnapi iraki bejelentés: a megszállt Kuvaitot Bagdad „Irak 19. tartományá”-vá nyilvánította. Eközben körülbelül 300 000 kuvaiti menekült át sietve Szaúd-Arábiába. Az Öböl-régió az Amerikai Központi Parancsnokság (US Central Command, USCENTCOM) műveleti területébe tartozott, honi bázisa a MacDill Légierő-bázis (MacDill AFB) volt. Ekkoriban az 1988-ban tábornokká előléptetett H. Norman Schwarzkopf volt a USCENTCOM parancsnoka. Hivatalát átvéve feladatul kapta egy – a kőolajfúró tornyokat védő – elméleti műveleti terv kidolgozását a Parancsnokság műveleti térségében (Ádeni-öböl térsége, Közép-Kelet, Dél-Ázsia). A terv részletezett egy Perzsa-öbölbeli olajlelőhelyeket védő rész-műveletet és egy Irak elleni esetleges inváziót is. 1-1,5 évvel később ezt a műveleti tervet fejlesztette tovább, az majdan a „Sivatagi vihar” fedőnevet kapja.
A Kuvait felmentésére készülő koalícióban kezdetben Bush elnök nem nagyon hitt. Nem készült korábbi szövetségese, Irak lerohanására, Thatcher asszony viszont annál inkább látta ennek szükségességét. Hosszas unszolására Bush elnöknek végül egy 30 országból álló katonai koalíciót sikerült kiállítania, amihez később még 18 egyéb úton megnyilvánuló (gazdasági, humanitárius stb.) segélyező csatlakozott.
Kuvaitban előbb Szaddám előbb egy ideiglenes bábkormányt hozott létre, amely augusztus 7-én az ország államformáját a monarchiából megváltoztatva kikiáltotta a Kuvaiti Köztársaságot, majd bejelentette az egyesülést Irakkal. Szaddám augusztus 28-án kebelezte be Kuvaitot. Északi felét a bászrai kormányzósághoz csatolta, déli részén létrehozta az új kuvaiti kormányzóságot, ezzel felszámolta Kuvait önállóságát.
Az ENSZ Biztonsági Tanácsa augusztustól-november végéig 12 határozatot hozott az iraki agresszió elítélésével, a kivonulás, illetve a különböző súlyú szankciók és embargók megkezdésével kapcsolatban. A legelső ebben a sorban a 660. számú határozat volt, amely elítélte Irak lépését és követelte a kivonulást, illetve a tárgyalások megkezdését (ez a nemzetközi jogi vélemény kinyilvánításának minősült). A legutolsót – a 678-at – november 29-én hirdették ki, amely jóváhagyta „minden szükséges eszköz” alkalmazását az iraki csapatok kiűzésére, amennyiben azok a megszabott határidőig önként nem távoznak. Ez a kitűzött határidő 1991. január 15. éjfél volt.

## A hadművelet megkezdése

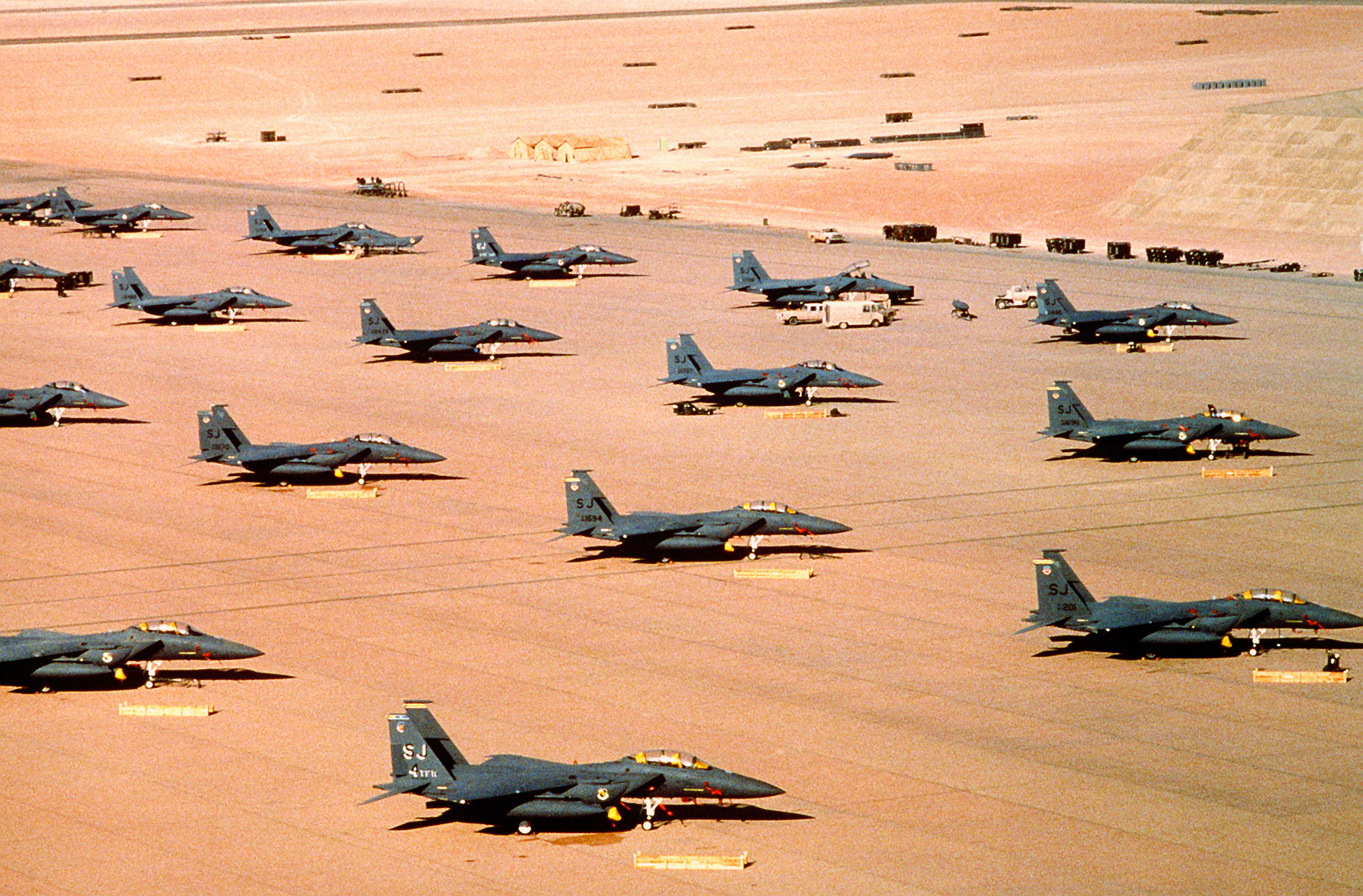
A 4. harcászati vadászrepülő-ezred F–15E gépei parkolnak Szaúd-Arábia al-Kharj légibázisán

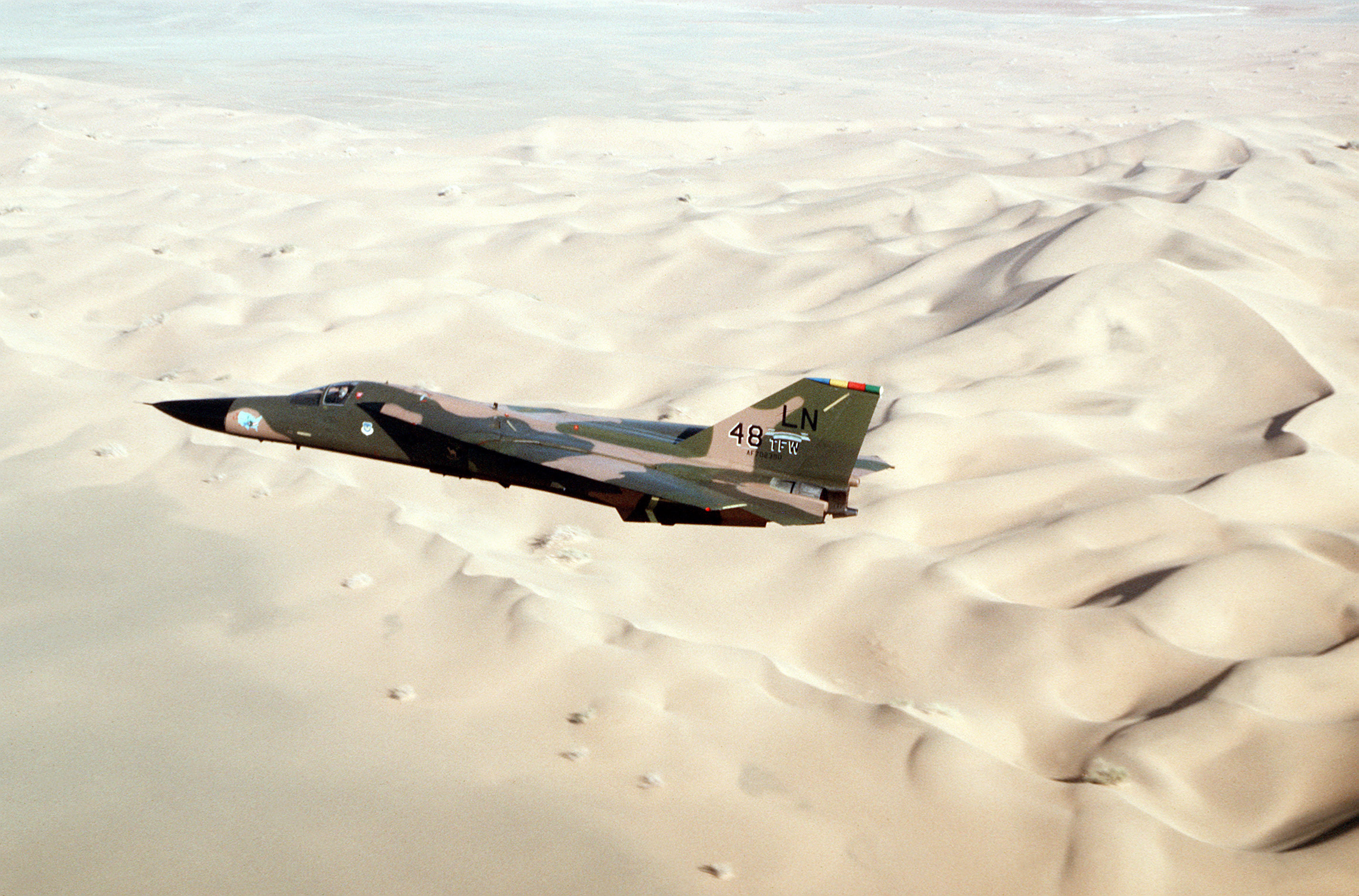
A kelet-angliai Lakenheath-ről áttelepült 48. harcászati vadászrepülő-ezred egyik F–111F-je valahol a szaúd-arábiai térségben

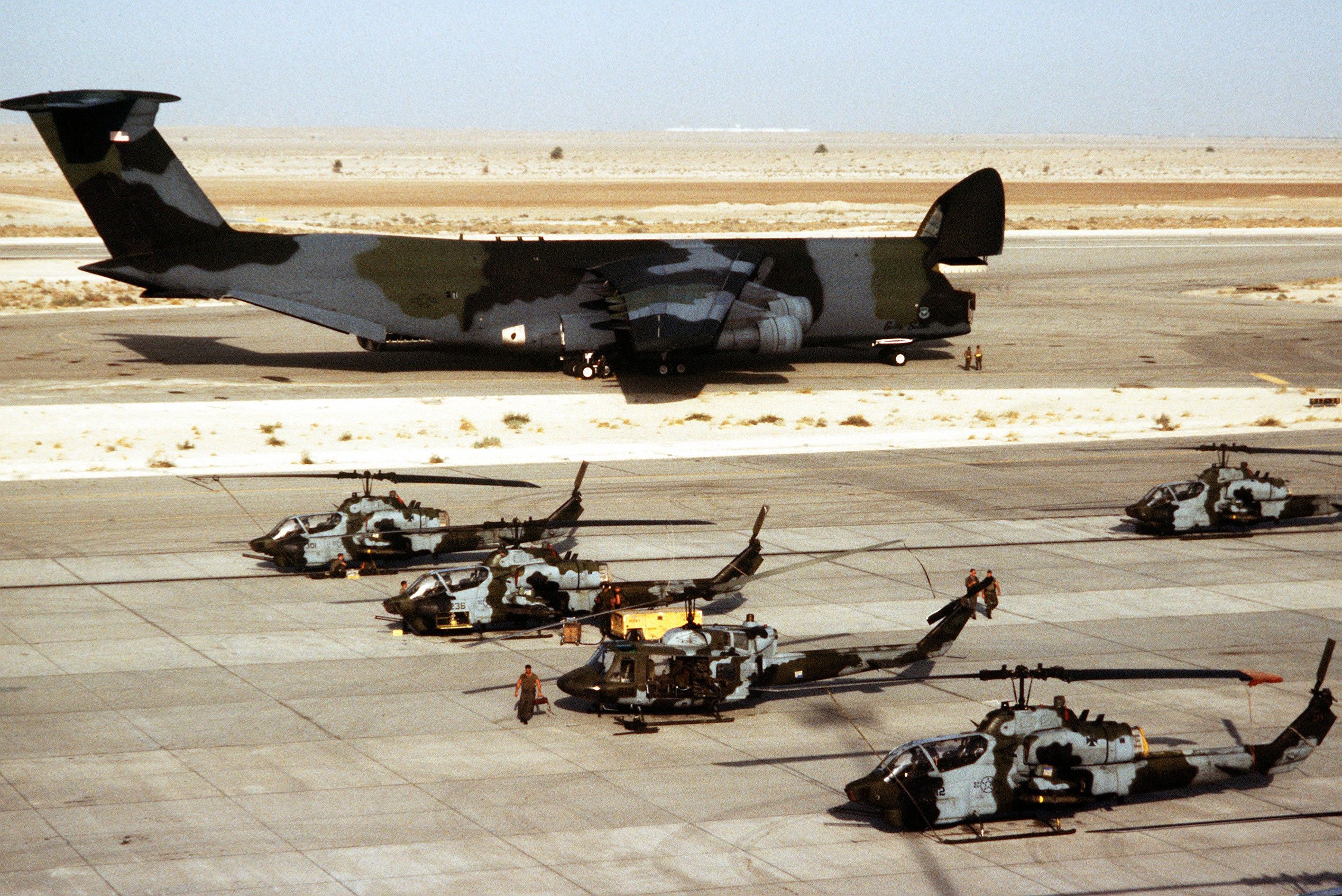
AH–1W Super Cobra és UH–1N helikopterek valahol a hadművelet idején. A háttérben egy Galaxy-t rakodnak ki

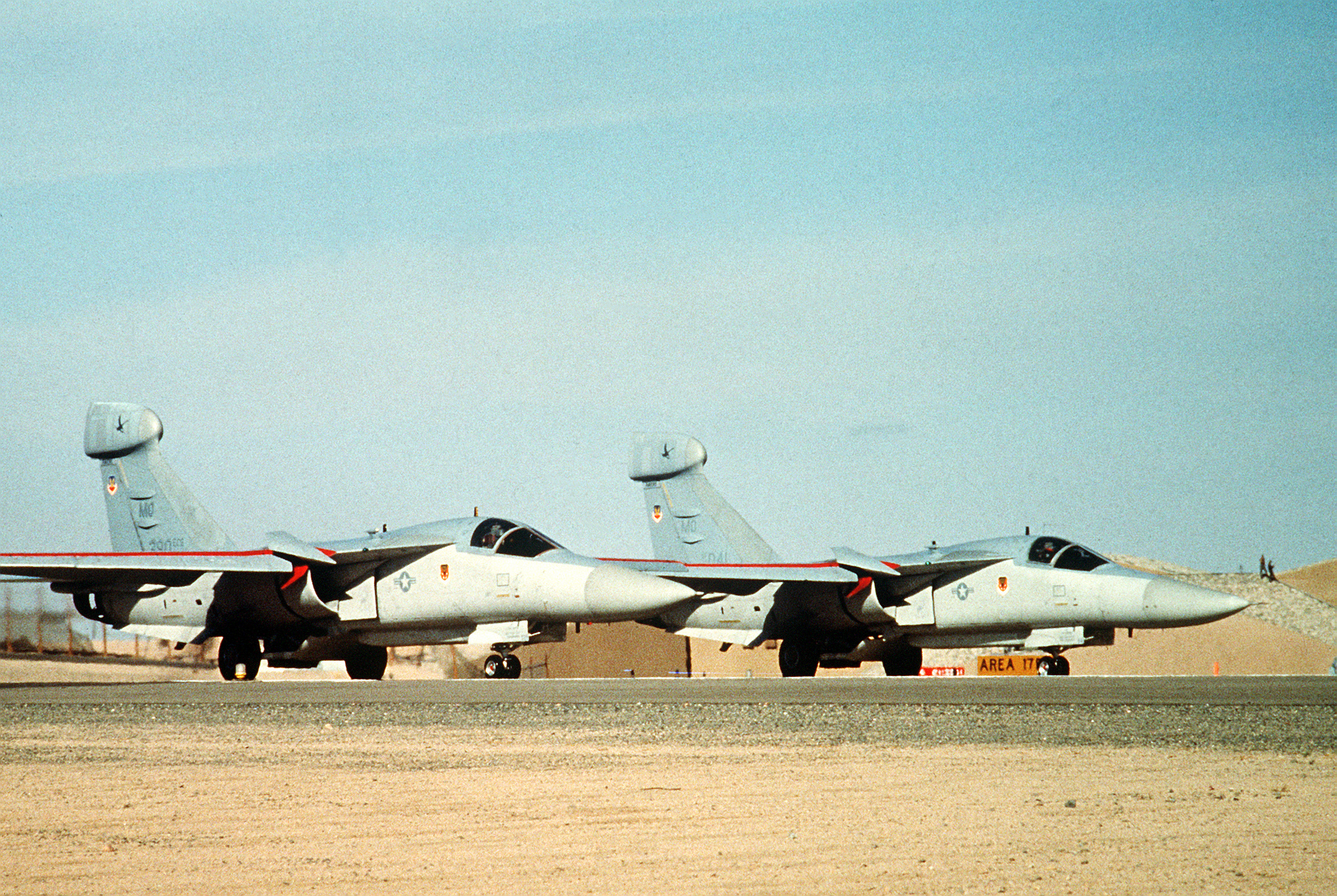
EF–111A Raven elektronikai zavaró és lefogó repülőgépek a szaúdi Taif reptéren

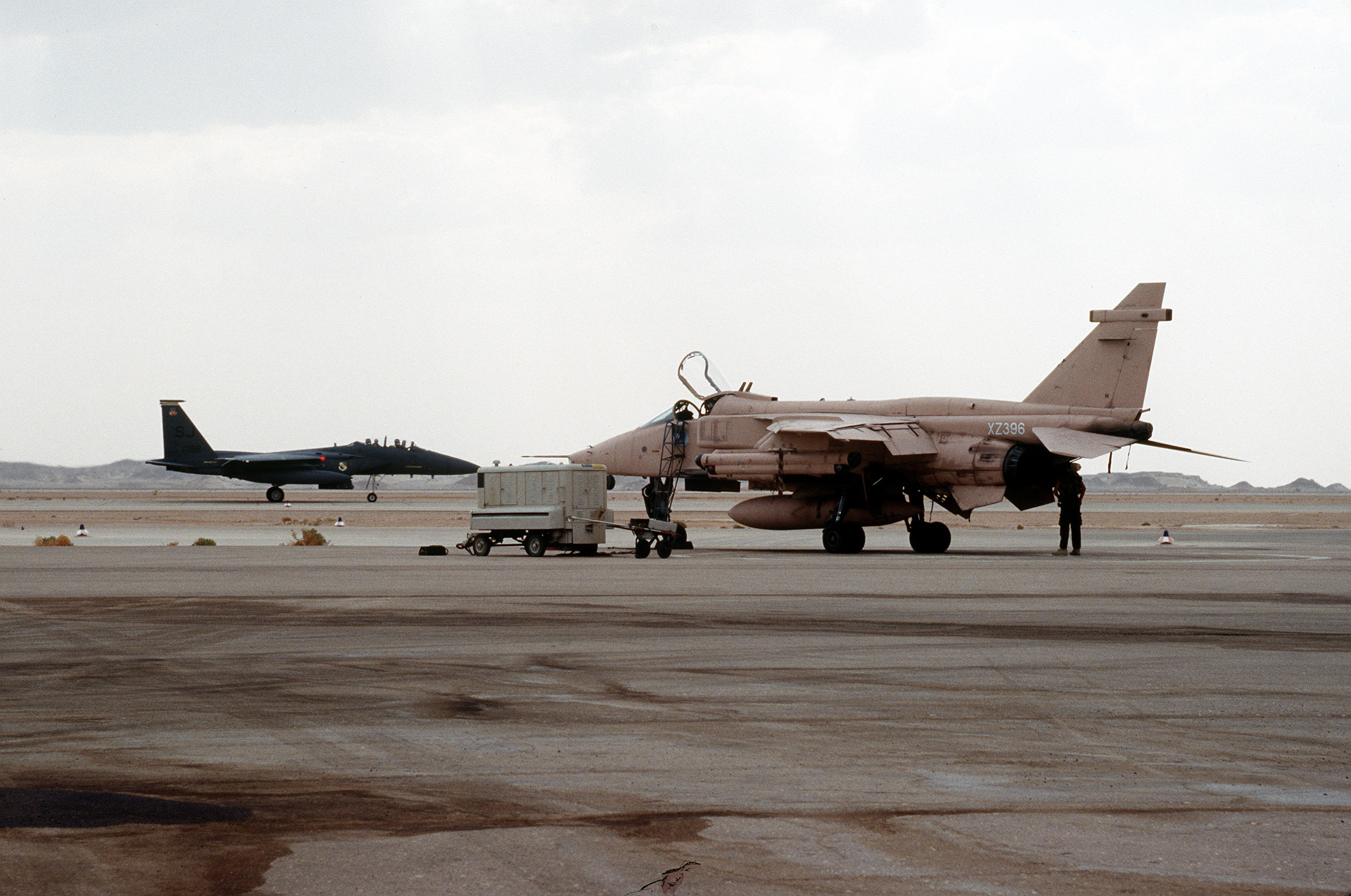
Egy brit Jaguar GR.1 a 41. Századból al-Kharj, vagy Bahrein repterén

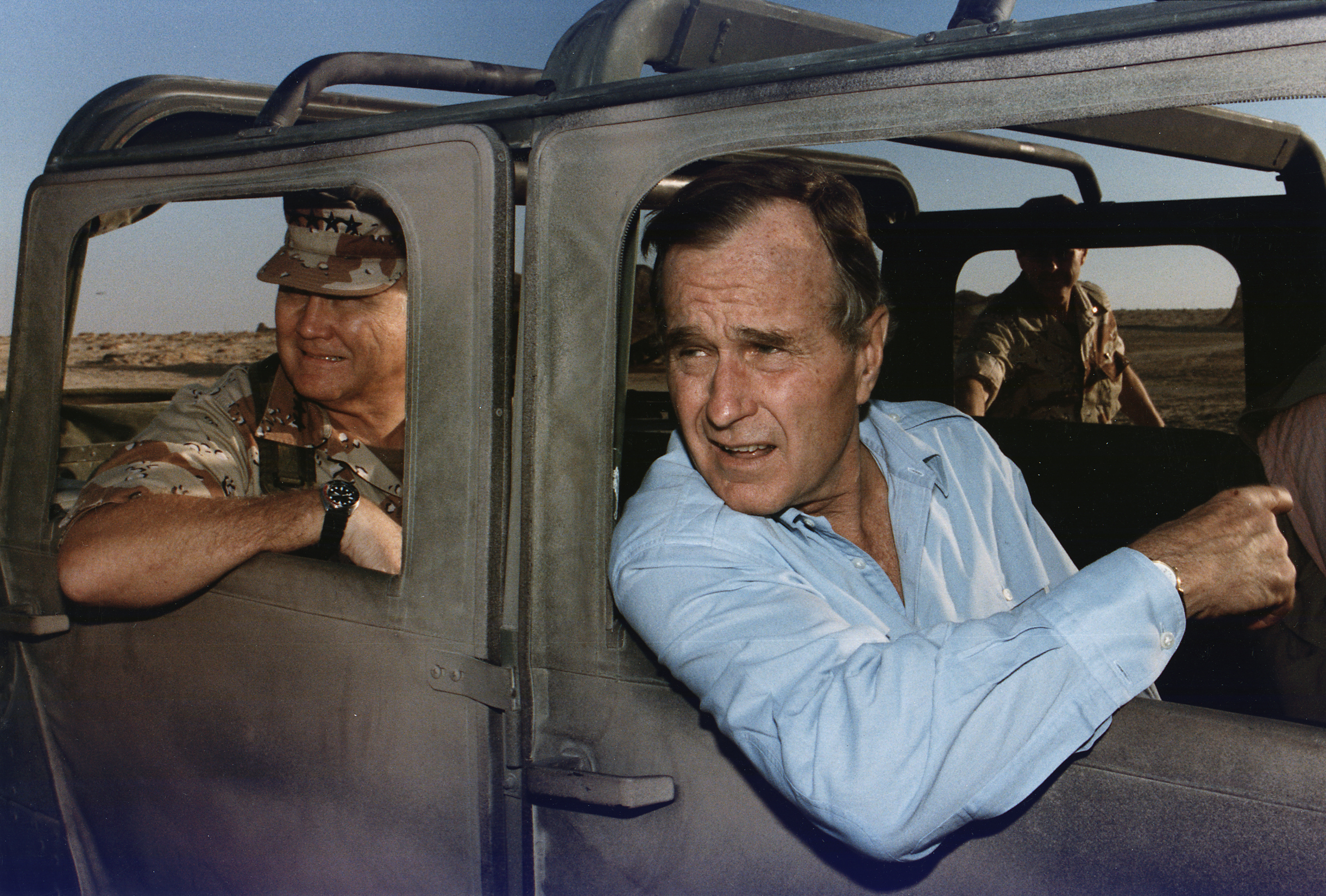
Bush elnök a USCENTCOM parancsnokával, Norman Schwarzkopf tábornokkal egy M998 Humvee-ben, 1990. november 22-én hálaadás napján Szaúd-Arábiában

A Pentagon mozgósította a Gyorsreagálású Erőt (Rapid Deployment Force, RDF), célállomásként az Öböl-államokat és Egyiptomot jelölték meg. Az RDF-et a Harcászati Légiparancsnokság (Tactical Air Comand, TAC) 9. légierejének (9th Air Force) parancsnoksága alá helyezték, központul a dél-karolinai Shaw Légierő-bázissal (Shaw AFB). Az RDF közvetlenül a USCENTAF (Amerikai Központi Parancsnokság légiereje) alá lett rendelve, amely a USCENTCOM egyik haderőneme. Parancsnoksága szintén a floridai MacDill Légierő-bázison települt. Magasabb készültségbe helyezték az amerikai keleti partok támaszpontjait, az eltávozáson levő közel-keleti honi bázisú alakulatokat visszahívták állomáshelyeikre és a Hadászati Légiparancsnokság (SAC) B–52-inek egy része is megkezdte az azonnali áttelepülést kijelölt állomáshelyeikre.
A légvédelemnek szentelték a legmagasabb prioritást. Ezért a hadművelet kezdeteként augusztus 7-én a Légierő 1. harcászati vadászrepülő-ezredének (1st Tactical Fighter Wing, TFW) 46 db F–15C-jét és 2 db D-jét (a 27. és a 71. harcászati vadászrepülő-század (TFS) összes gépét) útnak indították a Langley Légierő-bázisról (Langley AFB) a szaud-arábiai Az-Zahran légibázisára (angolul Dhahran, Damman mellett), hogy légi őrjáratokkal segítsék biztosítani a Szaúdi Királyi Légierőnek a kijelölt határszakaszokat. A 16 órás, 6500 mérföldes repülőutat 6 egymást követő rajban tették meg, teljesen felfegyverezve, hétszeri középmagasságú légi utántöltéssel, Líbia, Izrael és Jordánia is biztosította légterének szabad használatát. A köteléket McBoom alezredes vezette. Ugyanerre a repülőtérre érkezett 12 db Tornado F.3 is a brit Királyi Légierő kötelékéből (az 5., vagy a 29. századból). Ezen a bázison települtek a szaúdi légierő F–15-ösei és Tornado-i is.
Augusztus 8-án útnak indult a Shaw-i 363. harcászati vadászrepülő-ezred (363rd TFW) 17. és 33. vadász-századának 44 db F–16C-je is az Emírségek Sardzsa légibázisára. 16 C–5 Galaxy-szállítmány látta el a legelső kitelepült alakulatokat. Szintén a Shaw-i bázisról érkezett az Öbölbe az 507. harcászati légtérellenőrző ezred (507th Tactical Air Controller Wing), rádiólokátoraival, kommunikációs berendezéseivel és földi telepítésű előretolt légi irányítóikkal együtt. Ezzel a TAC 9. légierejének törzse az USA-ból áttelepült Rijádba, megerősíteni a helyi légtérellenőrzést, és átvenni a parancsnokságot. A 9. AF Államokban maradt ezredei a Langley-i TAC-főparancsnokság alárendeltségébe kerültek.
Hat nappal Kuvait lerohanása után, 8-án megérkezett az első amerikai szárazföldi alakulat is. A 82. légi szállítású hadosztály 2. dandárja (2nd Brigade/82nd Airborne Division) került átdobásra Szaúd-Arábiába. A dandár nehézharckocsikkal nem rendelkezett, mindössze a 152 mm-es rövidcsövű harckocsiágyúval felszerelt M551 Sheridan könnyűharckocsik és a TOW-kal felszerelt Humvee-k képviseltek jelentősebb harckocsielhárító képességet a határon várakozó iraki páncéloserőkkel szemben. Telepítésüket követően azonnal intenzív hadgyakorlatokba kezdtek, hogy alkalmazkodjanak a terephez és felkészüljenek a hamarosan várható újabb iraki offenzívára.
Bahrein ebben az időben kapta meg 8 db F–16C-jét és 4 db F–16D-jét. A francia hadsereg gyorssegélyezés keretében ebben az évben építette ki Katarban az al-Udeid légibázist. A szövetséges repülőcsapatok parancsnokául az amerikai Charles A. Horner-t nevezték ki. Főhadiszállását szintén Szaúd-Arábiában rendezte be. A hadművelet elején települt át Szaúd-Arábiába a Légi Nemzeti Gárda 106. harcászati felderítő-százada (106th TRS) RF–4C gépeivel együtt.
Augusztus 9-én az észak-karolinai Seymour Johnson Légierő-bázis 4. harcászati vadászrepülő-ezred 336. harcászati vadászrepülő-századának (Rocketeers) felfegyverzett F–15E-jeit is átvezényelték az ománi Thumrait bázisára. Az áttelepülés során 3 gép nyugat-európai reptereken kényszerleszállt üzemanyag szivárgási problémák miatt, de rövid idő múlva folytatták útjukat. A gépek a LANTIRN-rendszer egyik, AAQ–3 navigációs konténerét vitték csak magukkal, ugyanis a precíziós csapásmérést még sohasem gyakorolták addig, így az AAQ–4 célmegjelölő konténerek egyedül az F–16C-knek voltak kiutalva (a „Sivatagi vihar”-ra már elérhetővé vált ez a képesség is). A műszaki és szociális ellátásuk csak több órával később érkezett meg, ami kisebb technikai és egészségügyi problémákat eszkalált a kiépítetlen repülőtéren. Ez volt az első, de nem az utolsó ilyen problémás alkalom a kitelepülő repülőcsapatoknál. December közepén áttelepültek az szaúdi al-Kharj légibázisra, ahová 26-án a 4. ezred 335. százada (Chiefs) is megérkezett F–15E-jeivel.
Az Egyesült Államok közben két haditengerészeti harci köteléket (Task Force) mozgósított, a USS Dwight D. Eisenhower (CVN–69) és a USS Independence (CV 62) repülőgép-hordozók vezetése alatt. A flotta két harci kötelékével a USS Missouri (BB 63) csatahajó és testvérhajója, a USS Wisconsin (BB 64) is a térségbe tartott (előbbi fedélzetén írta alá Japán a fegyverszünetet 1945. szeptember 2-án).
Az első két A–10A-század, a dél-karolinai Myrtle Beach-i 354. harcászati vadászrepülő-ezred (354th Tactial Fighter Wing) két százada (353. és a 355. harcászati vadászrepülő-század, 353rd, 355th Tactical Fighter Squadron) augusztus 15-én repülte át az Atlanti-óceánt és települt a szaúd-arábiai King Fahd „nemzetközi” repülőtérre. A gépek a maximális 24 tonnás felszálló tömeggel indultak el az USA-ból. A két futópályán kívül semmilyen kiszolgáló épület nem volt a Fahd királyról elnevezett reptéren, ezért a légi úton való ellátásukat önmaguknak kellett megszervezniük. A 24 gépet rövidesen két másik amerikai, a louisianai England Légierő-bázis 23. ezredének 74. és 75. vadász-századai követték, szintén A–10A-kal. Idővel csatlakozott hozzájuk az 511 TFS/10 TFW, a 706 TFS/926 TFG és a 23 TASS/602 TACW. Ehhez a hét századhoz összesen 144 darab A–10A és OA–10A tartozott, ami a legnagyobb A–10-koncentráció volt a típus történetében.
Augusztus 16-án a 35. harcászati vadászrepülő-ezred (35th TFW) 561. századának (561st TFS) 24 darab F–4G Wild Weasel légvédelem-romboló gépeit is áttelepítették a kaliforniai Georgia Légierő-bázisról (AFB) a bahreini Saik Isza légi támaszpontra (angolul Shaikh Isa Air Base). Ekkor mint 35th TFW (Provisional) működtek.
Az oklahomai Tinker Légierő-bázisról az 552. légi szállítású riasztó és irányító ezred (552nd Airborne Warning and Control Wing, AW&CW) 5 darab E–3 Sentry AWACS gépe települt át Rijádba, hogy megerősítsék az ott állomásozó öt darab szaúdi Sentry járőrképességeit. A gépek megérkezése után lehetővé vált a 24 órás folyamatos légtérellenőrzés.
Augusztus 19-én a 37. harcászati vadász-ezred 415. harcászati vadász-százada (415th Tactical Fighter Squadron/37th Tactical Fighter Wing) 22 darabos F–117 Nighthawk flottája is elhagyta a tonopah-i bázist, majd langley-i várakozást, pihenést követően 20-án 20 darab áttelepült Szaúd-Arábiába, a Khaid király légibázisra (King Khaid Air Base), Khamis Mushait város mellé. Az áttelepülést KC–10A-k segítették. Az otthon maradt két gépet Tonopah-ra rendelték vissza. A szaúdi bázist nem használták előtte, külön a típus üzemeltetésére lett felkészítve, vastag és magas betonfedezékekkel övezve. Földalatti hangárokban tárolták a gépeket (2 gépet egyben), az első használatba vételkor el kellett távolítani a porzáró ragasztószalagokat a nyílásokról. Hermetikusan zárhatóak voltak, teljes ABV-védelemmel (atom-biológiai-vegyi). A novemberi általános csapatmegerősítéseket követően december 4-én a 416. TFS-t is a szaúdi bázisra rendelték, 23 géppel. Ez a század is az Államokban hagyott gépeket (3 darabot) kiképzési célokra és tartaléknak.
Augusztus 31-én háromszáz fős kiszolgáló személyzet repült a katari Dohai nemzetközi repülőtérre, hogy később fogadni tudják a spanyolországi Torrejon légibázisról (Torrejon AB) érkező 614. „Lucky Devils” század (614th TFS) 24 darab amerikai F–16C-jét (401st TFW). Dohában a 401. ezred is „ideiglenes” (Provisional) alakulatjelzőt kapott. A 401 TFW 612. százada pedig az egyike volt az első amerikai repülőalakulatoknak, mely riasztva lett, ők a törökországi İncirlik-i légibázisra települtek át a 7440. (ideiglenes) összetett ezred (7440th Composite Wing (Provisional)) részeként.
Az összegyűjtött szárazföldi haderő 543 000 főt tett ki. Ekkora haderőt csak a 2003-as invázió során állítottak ki. Az ellátmány első szakaszát légi úton, illetve gyorsjáratú szállítóhajókon (fast sealift ships) szállították át a térségbe. Mind a nyolc ilyen kategóriájú amerikai hajót bevetették az átcsoportosítások során (USNS Algol, USNS Bellatrix, USNS Denebola, USNS Pollux, USNS Altair, USNS Regulus, USNS Capella, USNS Antares).

### Könyvek, monográfiák
- James C. Goodall: America's Stealth Fighters and Bombers. B-2, F-117, YF-22, and YF-23. Motorbooks International, 1992. ISBN 0-87938-609-6
- John Keegan: Az iraki háború. Európa Könyvkiadó Budapest, 2004. ISBN 9630776901
- David Oliver–Dave Allport: Storm in the Desert. Air Forces Monthly Special. Key Publishing Ltd. 1991, ISSN 0964-1130
- World Air Power Journal: Gathering of the Desert Eagles
- World Air Power Journal: Gulf Update